# Leon IV. Chazar
Leon IV. zvaný Chazar (kol. 750 – 780) byl byzantským císařem panujícím v letech 775–780. Jeho otcem a předchůdcem na trůně byl císař Konstantin V., matkou chazarská princezna jménem Irena. V roce 776 ustanovil Leon svého syna Konstantina, budoucího Konstantina VI., svým spolucísařem. Přitom musel potlačit povstání vyvolané nevlastními bratry.

## Život
Stejně jako jeho otec a děd bojoval i Leon IV. úspěšně proti Arabům (kterým způsobil těžkou porážku v roce 778) a proti Bulharům. Na rozdíl od nich však zmírnil pronásledování ikonodulů (on sám nebyl ikonoklastem) a opět dosadil v Konstantinopoli ikonodulského patriarchu.
Přestože byl vyrovnanější než jeho otec, neměl takové vladařské schopnosti jako on. Je však nutné dodat, že během své krátké vlády se musel potýkat se dvěma vážnými překážkami. První byla jeho nemoc – jak se zdá, zřejmě tuberkulóza – které podlehl v třicátém prvním roce svého života. 
Druhou překážkou byla jeho mocichtivá žena Irena, rodačka z Athén. Jeho svatba se odehrála v chrámu Bohorodice Farosské. Leon značně podléhal jejímu vlivu a nakonec ji zanechal i regentství, neboť jejich syn Konstantin VI. byl roku 780 dosud nezletilý.